# Liste der Test Matches der japanischen Rugby-Union-Nationalmannschaft
Die nachfolgende Liste enthält alle Test Matches (Länderspiele) der japanischen Rugby-Union-Nationalmannschaft der Männer. Japan bestritt das erste offizielle Test Match am 31. Januar 1932 gegen Kanada.

## Übersicht der Test Matches
Legende
- Erg. = Ergebnis
- n. V. = nach Verlängerung
- H = Heimspiel
- A = Auswärtsspiel
- N = Spiel auf neutralem Platz
- Hintergrundfarbe grün = Sieg
- Hintergrundfarbe gelb = Unentschieden
- Hintergrundfarbe rot = Niederlage

### 1932–1979
| Nr. | Datum      | Erg.  | Gegner     |   | Austragungsort                      | Anlass                  | Bemerkung                                                                                             |
| --- | ---------- | ----- | ---------- | - | ----------------------------------- | ----------------------- | --- |
| 01. | 31.01.1932 | 9:8   | Kanada     | H | Hanazono-Rugbystadion, Higashiōsaka | Tour Test               | erstes offizielles Test Match erstes Test Match gegen Kanada erster Sieg gegen Kanada erster Heimsieg |
| 02. | 11.02.1932 | 38:5  | Kanada     | H | Meiji-jingū Yakyūjō, Tokio          | Tour Test               | |
| 03. | 08.03.1969 | 82:8  | Thailand   | H | Prinz-Chichibu-Rugbystadion, Tokio  | Asienmeisterschaft 1969 | erstes Test Match gegen Thailand erster Sieg gegen Thailand                                           |
| 04. | 09.03.1969 | 24:22 | Hongkong   | H | Prinz-Chichibu-Rugbystadion, Tokio  | Asienmeisterschaft 1969 | erstes Test Match gegen Hongkong erster Sieg gegen Hongkong                                           |
| 05. | 15.03.1969 | 62:0  | Taiwan     | H | Prinz-Chichibu-Rugbystadion, Tokio  | Asienmeisterschaft 1969 | erstes Test Match gegen Taiwan erster Sieg gegen Taiwan                                               |
| 06. | 16.03.1969 | 23:5  | Südkorea   | H | Prinz-Chichibu-Rugbystadion, Tokio  | Asienmeisterschaft 1969 | erstes Test Match gegen Südkorea erster Sieg gegen Südkorea 1. Asienmeistertitel                      |
| 07. | 11.01.1970 | 46:17 | Singapur   | N | Chulalongkorn-Universität, Bangkok  | Asienmeisterschaft 1970 | erstes Test Match gegen Singapur erster Sieg gegen Singapur                                           |
| 08. | 13.01.1970 | 23:9  | Südkorea   | N | Chulalongkorn-Universität, Bangkok  | Asienmeisterschaft 1970 | |
| 09. | 18.01.1970 | 42:11 | Thailand   | A | Chulalongkorn-Universität, Bangkok  | Asienmeisterschaft 1970 | 2. Asienmeistertitel erster Auswärtssieg                                                              |
| 10. | 04.11.1972 | 60:4  | Singapur   | N | Hong Kong Stadium, Hongkong         | Asienmeisterschaft 1972 | |
| 11. | 06.11.1972 | 51:0  | Sri Lanka  | N | Hong Kong Stadium, Hongkong         | Asienmeisterschaft 1972 | erstes Test Match gegen Sri Lanka erster Sieg gegen Sri Lanka                                         |
| 12. | 08.11.1972 | 40:0  | Malaysia   | N | Hong Kong Stadium, Hongkong         | Asienmeisterschaft 1972 | erstes Test Match gegen Malaysia erster Sieg gegen Malaysia                                           |
| 13. | 11.11.1972 | 16:0  | Hongkong   | A | Hong Kong Stadium, Hongkong         | Asienmeisterschaft 1972 | 3. Asienmeistertitel                                                                                  |
| 14. | 27.10.1973 | 18:30 | Frankreich | A | Parc Lescure, Bordeaux              | Tour Test               | erstes Test Match gegen Frankreich                                                                    |
| 15. | 17.11.1974 | 30:18 | Hongkong   | N | Longdon Place, Colombo              | Asienmeisterschaft 1974 | |
| 16. | 19.11.1974 | 20:7  | Südkorea   | N | Longdon Place, Colombo              | Asienmeisterschaft 1974 | |
| 17. | 21.11.1974 | 46:6  | Thailand   | N | Longdon Place, Colombo              | Asienmeisterschaft 1974 | |
| 18. | 23.11.1974 | 16:0  | Sri Lanka  | A | Longdon Place, Colombo              | Asienmeisterschaft 1974 | 4. Asienmeistertitel                                                                                  |
| 19. | 02.08.1975 | 7:37  | Australien | A | Sydney Cricket Ground, Sydney       | Tour Test               | erstes Test Match gegen Australien                                                                    |
| 20. | 17.08.1975 | 25:50 | Australien | A | Ballymore Stadium, Brisbane         | Tour Test               | |
| 21. | 21.10.1976 | 3:25  | Italien    | A | Stadio Silvio Appiani, Padua        | Tour Test               | erstes Test Match gegen Italien                                                                       |
| 22. | 12.11.1976 | 42:6  | Taiwan     | N | Dongdaemun-Stadion, Seoul           | Asienmeisterschaft 1976 | |
| 23. | 14.11.1976 | 95:3  | Malaysia   | N | Dongdaemun-Stadion, Seoul           | Asienmeisterschaft 1976 | |
| 24. | 16.11.1976 | 46:9  | Thailand   | N | Dongdaemun-Stadion, Seoul           | Asienmeisterschaft 1976 | |
| 25. | 20.11.1976 | 11:3  | Südkorea   | A | Dongdaemun-Stadion, Seoul           | Asienmeisterschaft 1976 | 5. Asienmeistertitel                                                                                  |
| 26. | 16.11.1978 | 47:18 | Thailand   | N | Stadium Merdeka, Kuala Lumpur       | Asienmeisterschaft 1978 | |
| 27. | 23.11.1978 | 34:8  | Sri Lanka  | N | Stadium Merdeka, Kuala Lumpur       | Asienmeisterschaft 1978 | |
| 28. | 25.11.1978 | 16:4  | Südkorea   | N | Stadium Merdeka, Kuala Lumpur       | Asienmeisterschaft 1978 | 6. Asienmeistertitel                                                                                  |

### 1980–1989
| Nr. | Datum      | Erg.  | Gegner             |   | Austragungsort                       | Anlass                  | Bemerkung                               |
| --- | ---------- | ----- | ------------------ | - | ------------------------------------ | ----------------------- | --------------------------------------- |
| 29. | 04.10.1980 | 13:15 | Niederlande        | A | Hilversum                            | Tour Test               | erstes Test Match gegen die Niederlande |
| 30. | 09.11.1980 | 91:3  | Malaysia           | N | Taipei Municipal Stadium, Taipeh     | Asienmeisterschaft 1980 |                                         |
| 31. | 11.11.1980 | 108:0 | Sri Lanka          | N | Taipei Municipal Stadium, Taipeh     | Asienmeisterschaft 1980 |                                         |
| 32. | 13.11.1980 | 45:6  | Hongkong           | N | Taipei Municipal Stadium, Taipeh     | Asienmeisterschaft 1980 |                                         |
| 33. | 16.11.1980 | 21:12 | Südkorea           | N | Taipei Municipal Stadium, Taipeh     | Asienmeisterschaft 1980 | 7. Asienmeistertitel                    |
| 34. | 30.01.1982 | 18:12 | Hongkong           | H | Prinz-Chichibu-Rugbystadion, Tokio   | Freundschaftsspiel      |                                         |
| 35. | 11.04.1982 | 24:18 | Kanada             | H | Hanazono-Rugbystadion, Higashiōsaka  | Tour Test               |                                         |
| 36. | 18.04.1982 | 16:6  | Kanada             | H | Prinz-Chichibu-Rugbystadion, Tokio   | Tour Test               |                                         |
| 37. | 20.11.1982 | 29:6  | Hongkong           | N | Jalan Besar Stadium, Singapur        | Asienmeisterschaft 1982 |                                         |
| 38. | 22.11.1982 | 31:6  | Chinesisch Taipeh  | N | Jalan Besar Stadium, Singapur        | Asienmeisterschaft 1982 |                                         |
| 39. | 24.11.1982 | 43:6  | Thailand           | N | Jalan Besar Stadium, Singapur        | Asienmeisterschaft 1982 |                                         |
| 40. | 27.11.1982 | 9:12  | Südkorea           | N | Jalan Besar Stadium, Singapur        | Asienmeisterschaft 1982 |                                         |
| 41. | 21.11.1984 | 54:0  | Hongkong           | H | Kasugakōen-Stadion, Fukuoka          | Asienmeisterschaft 1984 |                                         |
| 42. | 23.11.1984 | 44:4  | Chinesisch Taipeh  | H | Kasugakōen-Stadion, Fukuoka          | Asienmeisterschaft 1984 |                                         |
| 43. | 25.11.1984 | 84:6  | Singapur           | H | Kasuga-Park-Stadion, Fukuoka         | Asienmeisterschaft 1984 |                                         |
| 44. | 27.11.1984 | 20:13 | Südkorea           | H | Kasuga-Park-Stadion, Fukuoka         | Asienmeisterschaft 1984 | 8. Asienmeistertitel                    |
| 45. | 21.04.1985 | 15:16 | Vereinigte Staaten | H | Prinz-Chichibu-Rugbystadion, Tokio   | Tour Test               | erstes Test Match gegen die USA         |
| 46. | 31.05.1986 | 9:9   | Vereinigte Staaten | A | Murdock Stadium, Torrance            | Tour Test               |                                         |
| 47. | 07.06.1986 | 26:21 | Kanada             | A | Burnaby Lake Sports Complex, Burnaby | Tour Test               |                                         |
| 48. | 23.11.1986 | 64:0  | Sri Lanka          | N | Chulalongkorn-Universität, Bangkok   | Asienmeisterschaft 1986 |                                         |
| 49. | 25.11.1986 | 10:4  | Chinesisch Taipeh  | N | Chulalongkorn-Universität, Bangkok   | Asienmeisterschaft 1986 |                                         |
| 50. | 27.11.1986 | 82:6  | Malaysia           | N | Chulalongkorn-Universität, Bangkok   | Asienmeisterschaft 1986 |                                         |
| 51. | 29.11.1986 | 22:24 | Südkorea           | N | Chulalongkorn-Universität, Bangkok   | Asienmeisterschaft 1986 |                                         |
| 52. | 24.05.1987 | 18:21 | Vereinigte Staaten | N | Ballymore Stadium, Brisbane          | Weltmeisterschaft 1987  |                                         |
| 53. | 30.05.1987 | 7:60  | England            | N | Concord Oval, Sydney                 | Weltmeisterschaft 1987  | erstes Test Match gegen England         |
| 54. | 03.06.1987 | 23:43 | Australien         | A | Concord Oval, Sydney                 | Weltmeisterschaft 1987  |                                         |
| 55. | 13.11.1988 | 82:0  | Singapur           | N | Hongkong Stadium, Hongkong           | Asienmeisterschaft 1988 |                                         |
| 56. | 15.11.1988 | 108:7 | Thailand           | N | Hongkong Stadium, Hongkong           | Asienmeisterschaft 1988 |                                         |
| 57. | 17.11.1988 | 20:19 | Chinesisch Taipeh  | N | Hongkong Stadium, Hongkong           | Asienmeisterschaft 1988 |                                         |
| 58. | 19.11.1988 | 13:17 | Südkorea           | N | Hongkong Stadium, Hongkong           | Asienmeisterschaft 1988 |                                         |

### 1990–1999
| Nr.  | Datum      | Erg.   | Gegner             |   | Austragungsort                          | Anlass                              | Bemerkung                                                       |
| ---- | ---------- | ------ | ------------------ | - | --------------------------------------- | ----------------------------------- | --------------------------------------------------------------- |
| 059. | 04.03.1990 | 6:32   | Fidschi            | H | Prinz-Chichibu-Rugbystadion, Tokio      | Freundschaftsspiel                  | erstes Test Match gegen Fidschi                                 |
| 060. | 09.04.1990 | 28:16  | Tonga              | H | Prinz-Chichibu-Rugbystadion, Tokio      | WM-Qualifikation                    | erstes Test Match gegen Tonga erster Sieg gegen Tonga           |
| 061. | 11.04.1990 | 26:10  | Südkorea           | H | Prinz-Chichibu-Rugbystadion, Tokio      | WM-Qualifikation                    |                                                                 |
| 062. | 15.04.1990 | 11:37  | Westsamoa          | H | Prinz-Chichibu-Rugbystadion, Tokio      | WM-Qualifikation                    | erstes Test Match gegen Samoa                                   |
| 063. | 23.09.1990 | 15:25  | Vereinigte Staaten | H | Prinz-Chichibu-Rugbystadion, Tokio      | Tour Test                           |                                                                 |
| 064. | 21.11.1990 | 45:3   | Malaysia           | N | Sugathadasa-Stadion, Colombo            | Asienmeisterschaft 1990             |                                                                 |
| 065. | 23.11.1990 | 66:15  | Thailand           | N | Sugathadasa-Stadion, Colombo            | Asienmeisterschaft 1990             |                                                                 |
| 066. | 25.11.1990 | 80:3   | Singapur           | N | Sugathadasa-Stadion, Colombo            | Asienmeisterschaft 1990             |                                                                 |
| 067. | 27.11.1990 | 9:13   | Südkorea           | N | Sugathadasa-Stadion, Colombo            | Asienmeisterschaft 1990             |                                                                 |
| 068. | 27.04.1991 | 9:20   | Vereinigte Staaten | A | National Sports Center, Blaine          | Tour Test                           |                                                                 |
| 069. | 04.05.1991 | 15:27  | Vereinigte Staaten | A | Knute Rockne Stadium, Chicago           | Tour Test                           |                                                                 |
| 070. | 11.05.1991 | 26:49  | Kanada             | A | Thunderbird Stadium, Vancouver          | Tour Test                           |                                                                 |
| 071. | 07.09.1991 | 42:3   | Hongkong           | H | Edogawa-Stadion, Tokio                  | Freundschaftsspiel                  |                                                                 |
| 072. | 05.10.1991 | 9:47   | Schottland         | A | Murrayfield Stadium, Edinburgh          | Weltmeisterschaft 1991              | erstes Test Match gegen Schottland                              |
| 073. | 09.10.1991 | 16:32  | Irland             | A | Lansdowne Road, Dublin                  | Weltmeisterschaft 1991              | erstes Test Match gegen Irland                                  |
| 074. | 14.10.1991 | 52:8   | Simbabwe           | N | Ravenhill Stadium, Belfast              | Weltmeisterschaft 1991              | erstes Test Match gegen Simbabwe erster Sieg gegen Simbabwe     |
| 075. | 20.11.1992 | 120:3  | Singapur           | N | Hong Kong Stadium, Hongkong             | Asienmeisterschaft 1992             |                                                                 |
| 076. | 22.11.1992 | 89:3   | Sri Lanka          | N | Hong Kong Stadium, Hongkong             | Asienmeisterschaft 1992             |                                                                 |
| 077. | 24.11.1992 | 16:6   | Chinesisch Taipeh  | N | Hong Kong Stadium, Hongkong             | Asienmeisterschaft 1992             |                                                                 |
| 078. | 26.11.1992 | 37:9   | Hongkong           | A | Hong Kong Stadium, Hongkong             | Asienmeisterschaft 1992             | 9. Asienmeistertitel                                            |
| 079. | 15.05.1993 | 27:30  | Argentinien        | A | Estadio Monumental José Fierro, Tucumán | Tour Test                           | erstes Test Match gegen Argentinien                             |
| 080. | 22.05.1993 | 20:45  | Argentinien        | A | Estado Ferro Carril Oeste, Buenos Aires | Tour Test                           |                                                                 |
| 081. | 16.10.1993 | 5:55   | Wales              | A | Cardiff Arms Park, Cardiff              | Tour Test                           | erstes Test Match gegen Wales                                   |
| 082. | 08.05.1994 | 24:18  | Fidschi            | H | Matsuyama                               | Tour Test                           | erster Sieg gegen Fidschi                                       |
| 083. | 15.05.1994 | 20:8   | Fidschi            | H | Nationalstadion, Tokio                  | Tour Test                           |                                                                 |
| 084. | 18.06.1994 | 22:10  | Hongkong           | H | Tsukisamu-Stadion, Sapporo              | Tour Test                           |                                                                 |
| 085. | 22.11.1994 | 56:5   | Chinesisch Taipeh  | N | Stadium Merdeka, Kuala Lumpur           | Asienmeisterschaft 1994             |                                                                 |
| 086. | 24.11.1994 | 67:3   | Sri Lanka          | N | Stadium Merdeka, Kuala Lumpur           | Asienmeisterschaft 1994             |                                                                 |
| 087. | 26.11.1994 | 103:6  | Malaysia           | A | Stadium Merdeka, Kuala Lumpur           | Asienmeisterschaft 1994             |                                                                 |
| 088. | 28.11.1994 | 26:11  | Südkorea           | N | Stadium Merdeka, Kuala Lumpur           | Asienmeisterschaft 1994             | 10. Asienmeistertitel                                           |
| 089. | 11.02.1995 | 16:47  | Tonga              | H | Mizuho-Rugbystadion, Nagoya             | Tour Test                           |                                                                 |
| 090. | 19.02.1995 | 16:24  | Tonga              | H | Prinz-Chichibu-Rugbystadion, Tokio      | Tour Test                           |                                                                 |
| 091. | 03.05.1995 | 34:21  | Rumänien           | H | Prinz-Chichibu-Rugbystadion, Tokio      | Freundschaftsspiel                  | erstes Test Match gegen Rumänien erster Sieg gegen Rumänien     |
| 092. | 27.05.1995 | 10:57  | Wales              | N | Free State Stadium, Bloemfontein        | Weltmeisterschaft 1995              |                                                                 |
| 093. | 31.05.1995 | 28:50  | Irland             | N | Free State Stadium, Bloemfontein        | Weltmeisterschaft 1995              |                                                                 |
| 094. | 04.06.1995 | 17:145 | Neuseeland         | N | Free State Stadium, Bloemfontein        | Weltmeisterschaft 1995              | höchste Niederlage der Japaner                                  |
| 095. | 11.05.1996 | 34:27  | Hongkong           | H | Prinz-Chichibu-Rugbystadion, Tokio      | Pacific Rim Rugby Championship 1996 |                                                                 |
| 096. | 18.05.1996 | 9:33   | Hongkong           | A | Aberdeen Sports Ground, Hongkong        | Pacific Rim Rugby Championship      |                                                                 |
| 097. | 09.06.1996 | 18:45  | Kanada             | H | Prinz-Chichibu-Rugbystadion, Tokio      | Pacific Rim Rugby Championship 1996 |                                                                 |
| 098. | 16.06.1996 | 24:18  | Vereinigte Staaten | H | Prinz-Chichibu-Rugbystadion, Tokio      | Pacific Rim Rugby Championship 1996 | erster Sieg gegen die USA                                       |
| 099. | 06.07.1996 | 5:74   | Vereinigte Staaten | A | Boxer Stadium, San Francisco            | Pacific Rim Rugby Championship 1996 |                                                                 |
| 100. | 13.07.1996 | 30:51  | Kanada             | A | Thunderbird Stadium, Vancouver          | Pacific Rim Rugby Championship 1996 |                                                                 |
| 101. | 04.11.1996 | 141:10 | Thailand           | N | Taipei Municipal Stadium, Taipeh        | Asienmeisterschaft 1996             |                                                                 |
| 102. | 06.11.1996 | 101:12 | Chinesisch Taipeh  | N | Taipei Municipal Stadium, Taipeh        | Asienmeisterschaft 1996             |                                                                 |
| 103. | 09.11.1996 | 41:25  | Südkorea           | N | Taipei Municipal Stadium, Taipeh        | Asienmeisterschaft 1996             | 11. Asienmeistertitel                                           |
| 104. | 03.05.1997 | 20:42  | Hongkong           | A | Aberdeen Sports Ground, Hongkong        | Pacific Rim Rugby Championship 1997 |                                                                 |
| 105. | 18.05.1997 | 32:31  | Kanada             | H | Prinz-Chichibu-Rugbystadion, Tokio      | Pacific Rim Rugby Championship 1997 |                                                                 |
| 106. | 25.05.1997 | 12:20  | Vereinigte Staaten | H | Hanazono-Rugbystadion, Higashiōsaka     | Pacific Rim Rugby Championship 1997 |                                                                 |
| 107. | 07.06.1997 | 29:51  | Vereinigte Staaten | A | Boxer Stadium, San Francisco            | Pacific Rim Rugby Championship 1997 |                                                                 |
| 108. | 14.06.1997 | 14:42  | Kanada             | A | Thunderbird Stadium, Vancouver          | Pacific Rim Rugby Championship 1997 |                                                                 |
| 109. | 29.06.1997 | 23:41  | Hongkong           | H | Prinz-Chichibu-Rugbystadion, Tokio      | Pacific Rim Rugby Championship 1997 |                                                                 |
| 110. | 03.05.1998 | 22:30  | Kanada             | H | Prinz-Chichibu-Rugbystadion, Tokio      | Pacific Rim Rugby Championship 1998 |                                                                 |
| 111. | 10.05.1998 | 27:38  | Vereinigte Staaten | H | Prinz-Chichibu-Rugbystadion, Tokio      | Pacific Rim Rugby Championship 1998 |                                                                 |
| 112. | 23.05.1998 | 38:31  | Hongkong           | A | Aberdeen Sports Ground, Hongkong        | Pacific Rim Rugby Championship 1998 |                                                                 |
| 113. | 07.06.1998 | 16:17  | Hongkong           | H | Prinz-Chichibu-Rugbystadion, Tokio      | Pacific Rim Rugby Championship 1998 |                                                                 |
| 114. | 13.06.1998 | 25:21  | Vereinigte Staaten | A | Boxer Stadium, San Francisco            | Pacific Rim Rugby Championship 1998 |                                                                 |
| 115. | 21.06.1998 | 25:34  | Kanada             | A | Thunderbird Stadium, Vancouver          | Pacific Rim Rugby Championship 1998 |                                                                 |
| 116. | 15.09.1998 | 44:29  | Argentinien        | H | Prinz-Chichibu-Rugbystadion, Tokio      | Tour Test                           | erster Sieg gegen Argentinien                                   |
| 117. | 24.10.1998 | 40:12  | Südkorea           | N | Jalan Besar Stadium, Singapur           | Asienmeisterschaft 1998             |                                                                 |
| 118. | 27.10.1998 | 134:6  | Chinesisch Taipeh  | N | Jalan Besar Stadium, Singapur           | Asienmeisterschaft 1998             |                                                                 |
| 119. | 31.10.1998 | 47:7   | Hongkong           | N | Jalan Besar Stadium, Singapur           | Asienmeisterschaft 1998             | 12. Asienmeistertitel                                           |
| 120. | 10.12.1998 | 118:3  | Kasachstan         | N | Royal Thai Army Stadium, Bangkok        | Asienspiele 1998                    | erstes Test Match gegen Kasachstan erster Sieg gegen Kasachstan |
| 121. | 12.12.1998 | 65:6   | Chinesisch Taipeh  | N | Royal Thai Army Stadium, Bangkok        | Asienspiele 1998                    |                                                                 |
| 122. | 16.12.1998 | 116:0  | Sri Lanka          | N | Royal Thai Army Stadium, Bangkok        | Asienspiele 1998                    |                                                                 |
| 123. | 18.12.1998 | 17:21  | Südkorea           | N | Royal Thai Army Stadium, Bangkok        | Asienspiele 1998                    |                                                                 |
| 124. | 01.05.1999 | 23:21  | Kanada             | H | Prinz-Chichibu-Rugbystadion, Tokio      | Pacific Rim Rugby Championship 1999 |                                                                 |
| 125. | 08.05.1999 | 44:17  | Tonga              | H | Prinz-Chichibu-Rugbystadion, Tokio      | Pacific Rim Rugby Championship 1999 |                                                                 |
| 126. | 22.05.1999 | 37:34  | Samoa              | H | Hanazono-Rugbystadion, Higashiōsaka     | Pacific Rim Rugby Championship 1999 | erster Sieg gegen Samoa                                         |
| 127. | 05.06.1999 | 9:16   | Fidschi            | A | Churchill Park, Lautoka                 | Pacific Rim Rugby Championship 1999 |                                                                 |
| 128. | 12.06.1999 | 47:31  | Vereinigte Staaten | A | Kapiolani Park, Honolulu                | Pacific Rim Rugby Championship 1999 | Turniersieg                                                     |
| 129. | 20.08.1999 | 30:7   | Spanien            | H | Nationalstadion, Tokio                  | Tour Test                           | erstes Test Match gegen Spanien erster Sieg gegen Spanien       |
| 130. | 03.10.1999 | 9:43   | Samoa              | N | Racecourse Ground, Wrexham              | Weltmeisterschaft 1999              |                                                                 |
| 131. | 09.10.1999 | 15:64  | Wales              | A | Millennium Stadium, Cardiff             | Weltmeisterschaft 1999              |                                                                 |
| 132. | 16.10.1999 | 12:33  | Argentinien        | N | Millennium Stadium, Cardiff             | Weltmeisterschaft 1999              |                                                                 |

### 2000–2009
| Nr.  | Datum      | Erg.  | Gegner             |   | Austragungsort                            | Anlass                              | Bemerkung                                                   |
| ---- | ---------- | ----- | ------------------ | - | ----------------------------------------- | ----------------------------------- | ----------------------------------------------------------- |
| 133. | 20.05.2000 | 22:47 | Fidschi            | H | Prinz-Chichibu-Rugbystadion, Tokio        | Pacific Rim Rugby Championship 2000 |                                                             |
| 134. | 27.05.2000 | 21:36 | Vereinigte Staaten | H | Hanazono-Rugbystadion, Higashiōsaka       | Pacific Rim Rugby Championship 2000 |                                                             |
| 135. | 03.06.2000 | 25:26 | Tonga              | H | Prinz-Chichibu-Rugbystadion, Tokio        | Pacific Rim Rugby Championship 2000 |                                                             |
| 136. | 10.06.2000 | 9:68  | Samoa              | A | Apia Park, Apia                           | Pacific Rim Rugby Championship 2000 |                                                             |
| 137. | 25.06.2000 | 78:0  | Hongkong           | H | Aomori-Stadion, Aomori                    | Asienmeisterschaft 2000             |                                                             |
| 138. | 28.06.2000 | 55:12 | Chinesisch Taipeh  | H | Aomori-Stadion, Aomori                    | Asienmeisterschaft 2000             |                                                             |
| 139. | 02.07.2000 | 34:29 | Südkorea           | H | Aomori-Stadion, Aomori                    | Asienmeisterschaft 2000             | 13. Asienmeistertitel                                       |
| 140. | 15.07.2000 | 18:62 | Kanada             | A | Fletcher’s Fields, Markham                | Pacific Rim Rugby Championship 2000 |                                                             |
| 141. | 04.11.2000 | 9:78  | Irland             | A | Lansdowne Road, Dublin                    | End-of-year Internationals 2000     |                                                             |
| 142. | 13.05.2001 | 27:19 | Südkorea           | H | Prinz-Chichibu-Rugbystadion, Tokio        | Pacific Rim Rugby Championship 2001 |                                                             |
| 143. | 27.05.2001 | 65:15 | Chinesisch Taipeh  | A | Rugbystadion, Tainan                      | Freundschaftsspiel                  |                                                             |
| 144. | 10.06.2001 | 10:64 | Wales              | H | Hanazono-Rugbystadion, Higashiōsaka       | Tour Test                           |                                                             |
| 145. | 17.06.2001 | 30:53 | Wales              | H | Prinz-Chichibu-Rugbystadion, Tokio        | Tour Test                           |                                                             |
| 146. | 03.07.2001 | 8:47  | Samoa              | H | Ajinomoto-Stadion, Chōfu                  | Pacific Rim Rugby Championship 2001 |                                                             |
| 147. | 08.07.2001 | 39:7  | Kanada             | H | Prinz-Chichibu-Rugbystadion, Tokio        | Pacific Rim Rugby Championship 2001 |                                                             |
| 148. | 19.05.2002 | 59:19 | Russland           | H | Nationalstadion, Tokio                    | Freundschaftsspiel                  | erstes Test Match gegen Russland erster Sieg gegen Russland |
| 149. | 26.05.2002 | 29:41 | Tonga              | H | Kumagaya-Rugbystadion, Kumagaya           | Freundschaftsspiel                  |                                                             |
| 150. | 16.06.2002 | 90:24 | Südkorea           | H | Nationalstadion, Tokio                    | WM-Qualifikation                    |                                                             |
| 151. | 07.07.2002 | 155:3 | Chinesisch Taipeh  | H | Prinz-Chichibu-Rugbystadion, Tokio        | WM-Qualifikation                    | höchster Sieg der Japaner                                   |
| 152. | 14.07.2002 | 55:17 | Südkorea           | A | Dongdaemun-Stadion, Seoul                 | WM-Qualifikation                    |                                                             |
| 153. | 21.07.2002 | 120:3 | Chinesisch Taipeh  | A | Rugbystadion, Tainan                      | WM-Qualifikation                    |                                                             |
| 154. | 05.10.2002 | 76:19 | Chinesisch Taipeh  | N | Chulalongkorn-Universität, Bangkok        | Asienspiele 2002                    |                                                             |
| 155. | 09.10.2002 | 129:6 | Sri Lanka          | N | Chulalongkorn-Universität, Bangkok        | Asienspiele 2002                    |                                                             |
| 156. | 13.10.2002 | 34:45 | Südkorea           | A | Chulalongkorn-Universität, Bangkok        | Asienspiele 2002                    |                                                             |
| 157. | 17.11.2002 | 29:15 | Hongkong           | N | Ulsan-Gongseol-Stadion, Ulsan             | Asienmeisterschaft 2002             |                                                             |
| 158. | 20.11.2002 | 44:17 | Chinesisch Taipeh  | N | Ulsan-Gongseol-Stadion, Ulsan             | Asienmeisterschaft 2002             |                                                             |
| 159. | 23.11.2002 | 20:22 | Südkorea           | N | Ulsan-Gongseol-Stadion, Ulsan             | Asienmeisterschaft 2002             |                                                             |
| 160. | 17.05.2003 | 27:69 | Vereinigte Staaten | A | Boxer Stadium, San Francisco              | Super Cup 2003                      |                                                             |
| 161. | 25.05.2003 | 34:43 | Russland           | H | Prinz-Chichibu-Rugbystadion, Tokio        | Super Cup 2003                      |                                                             |
| 162. | 15.06.2003 | 86:3  | Südkorea           | H | Hanazono-Rugbystadion, Higashiōsaka       | Freundschaftsspiel                  |                                                             |
| 163. | 12.10.2003 | 11:32 | Schottland         | N | Willows Sports Complex, Townsville        | Weltmeisterschaft 2003              |                                                             |
| 164. | 18.10.2003 | 29:51 | Frankreich         | N | Willows Sports Complex, Townsville        | Weltmeisterschaft 2003              |                                                             |
| 165. | 23.10.2003 | 13:41 | Fidschi            | N | Willows Sports Complex, Townsville        | Weltmeisterschaft 2003              |                                                             |
| 166. | 27.10.2003 | 26:39 | Vereinigte Staaten | N | Central Coast Stadium, Gosford            | Weltmeisterschaft 2003              |                                                             |
| 167. | 16.05.2004 | 19:19 | Südkorea           | H | Prinz-Chichibu-Rugbystadion, Tokio        | Freundschaftsspiel                  |                                                             |
| 168. | 27.05.2004 | 29:12 | Russland           | H | Nationalstadion, Tokio                    | Super Cup 2004                      |                                                             |
| 169. | 30.05.2004 | 34:21 | Kanada             | H | Prinz-Chichibu-Rugbystadion, Tokio        | Super Cup 2004                      | Turniersieg                                                 |
| 170. | 04.07.2004 | 19:32 | Italien            | H | Prinz-Chichibu-Rugbystadion, Tokio        | Mid-year Internationals 2004        |                                                             |
| 171. | 28.10.2004 | 40:12 | Hongkong           | A | Hong Kong Stadium, Hongkong               | Asienmeisterschaft 2004             |                                                             |
| 172. | 31.10.2004 | 29:0  | Südkorea           | H | Prinz-Chichibu-Rugbystadion, Tokio        | Asienmeisterschaft 2004             | 14. Asienmeistertitel                                       |
| 173. | 13.11.2004 | 8:100 | Schottland         | A | McDiarmid Park, Perth                     | End-of-year Internationals 2004     |                                                             |
| 174. | 20.11.2004 | 10:25 | Rumänien           | A | Stadionul Dinamo, Bukarest                | End-of-year Internationals 2004     |                                                             |
| 175. | 26.11.2004 | 0:98  | Wales              | A | Millennium Stadium, Cardiff               | End-of-year Internationals 2004     |                                                             |
| 176. | 16.04.2005 | 18:24 | Uruguay            | A | Estadio Luis Franzini, Montevideo         | Mid-year Internationals 2005        | erstes Test Match gegen Uruguay                             |
| 177. | 23.04.2005 | 36:68 | Argentinien        | A | Cricket and Rugby Club, Buenos Aires      | Mid-year Internationals 2005        |                                                             |
| 178. | 07.05.2005 | 91:3  | Hongkong           | H | Prinz-Chichibu-Rugbystadion, Tokio        | WM-Qualifikation                    |                                                             |
| 179. | 15.05.2005 | 50:31 | Südkorea           | A | Yeongwol                                  | WM-Qualifikation                    |                                                             |
| 180. | 25.05.2005 | 23:16 | Rumänien           | H | Prinz-Chichibu-Rugbystadion, Tokio        | Super Cup 2005                      |                                                             |
| 181. | 29.05.2005 | 10:15 | Kanada             | H | Prinz-Chichibu-Rugbystadion, Tokio        | Super Cup 2005                      |                                                             |
| 182. | 12.06.2005 | 12:44 | Irland             | H | Nagai Stadium, Osaka                      | Mid-year Internationals 2005        |                                                             |
| 183. | 19.06.2005 | 18:47 | Irland             | H | Prinz-Chichibu-Rugbystadion, Tokio        | Mid-year Internationals 2005        |                                                             |
| 184. | 05.11.2005 | 44:29 | Spanien            | H | Prinz-Chichibu-Rugbystadion, Tokio        | End-of-year Internationals 2005     |                                                             |
| 185. | 16.04.2006 | 82:9  | Arabien            | H | Prinz-Chichibu-Rugbystadion, Tokio        | WM-Qualifikation                    | erstes Test Match gegen Arabien erster Sieg gegen Arabien   |
| 186. | 23.04.2006 | 50:14 | Südkorea           | H | Prinz-Chichibu-Rugbystadion, Tokio        | WM-Qualifikation                    |                                                             |
| 187. | 14.05.2006 | 32:7  | Georgien           | H | Hanazono-Rugbystadion, Higashiōsaka       | Mid-year Internationals 2006        | erstes Test Match gegen Georgien erster Sieg gegen Georgien |
| 188. | 04.06.2006 | 16:57 | Tonga              | H | Honjō-Stadion, Kitakyūshū                 | Pacific 5 Nations 2006              |                                                             |
| 189. | 11.06.2006 | 6:52  | Italien            | H | Prinz-Chichibu-Rugbystadion, Tokio        | Mid-year Internationals 2006        |                                                             |
| 190. | 17.06.2006 | 9:53  | Samoa              | N | Yarrow Stadium, New Plymouth              | Pacific 5 Nations 2006              |                                                             |
| 191. | 01.07.2006 | 15:29 | Fidschi            | H | Nagai Stadium, Osaka                      | Pacific 5 Nations 2006              |                                                             |
| 192. | 18.11.2006 | 52:3  | Hongkong           | A | Hong Kong Stadium, Hongkong               | Asienmeisterschaft 2006             |                                                             |
| 193. | 25.11.2006 | 54:0  | Südkorea           | N | Hong Kong Stadium, Hongkong               | Asienmeisterschaft 2006             | 15. Asienmeistertitel                                       |
| 194. | 22.04.2007 | 82:0  | Südkorea           | H | Prinz-Chichibu-Rugbystadion, Tokio        | Freundschaftsspiel                  |                                                             |
| 195. | 29.04.2007 | 73:3  | Hongkong           | H | Prinz-Chichibu-Rugbystadion, Tokio        | Freundschaftsspiel                  |                                                             |
| 196. | 26.05.2007 | 15:30 | Fidschi            | A | Churchill Park, Lautoka                   | Pacific Nations Cup 2007            |                                                             |
| 197. | 02.06.2007 | 20:17 | Tonga              | N | BCU International Stadium, Coffs Harbour  | Pacific Nations Cup 2007            |                                                             |
| 198. | 01.07.2007 | 3:13  | Samoa              | H | Sendai-Stadion, Sendai                    | Pacific Nations Cup 2007            |                                                             |
| 199. | 18.08.2007 | 12:36 | Italien            | A | Stadio Piergiorgio Perucca, Saint-Vincent | WM-Vorbereitungsspiel               |                                                             |
| 200. | 08.09.2007 | 3:91  | Australien         | N | Stade de Gerland, Lyon                    | Weltmeisterschaft 2007              |                                                             |
| 201. | 12.09.2007 | 31:35 | Fidschi            | N | Stadium Municipal, Toulouse               | Weltmeisterschaft 2007              |                                                             |
| 202. | 20.09.2007 | 18:72 | Wales              | A | Millennium Stadium, Cardiff               | Weltmeisterschaft 2007              |                                                             |
| 203. | 25.09.2007 | 12:12 | Kanada             | N | Stade Chaban-Delmas, Bordeaux             | Weltmeisterschaft 2007              |                                                             |
| 204. | 26.04.2008 | 39:17 | Südkorea           | A | Incheon-Munhak-Stadion, Incheon           | Asian Five Nations 2008             |                                                             |
| 205. | 03.05.2008 | 114:6 | Arabien            | H | Hanazono-Rugbystadion, Higashiōsaka       | Asian Five Nations 2008             |                                                             |
| 206. | 10.05.2008 | 82:6  | Kasachstan         | A | Zentralstadion, Almaty                    | Asian Five Nations 2008             |                                                             |
| 207. | 18.05.2008 | 75:29 | Hongkong           | H | Denka Big Swan Stadium, Niigata           | Asian Five Nations 2008             | 16. Asienmeistertitel                                       |
| 208. | 15.06.2008 | 35:13 | Tonga              | H | Sendai-Stadion, Sendai                    | Pacific Nations Cup 2008            |                                                             |
| 209. | 22.06.2008 | 12:24 | Fidschi            | H | Nationalstadion, Tokio                    | Pacific Nations Cup 2008            |                                                             |
| 210. | 05.07.2008 | 31:37 | Samoa              | A | Apia Park, Apia                           | Pacific Nations Cup 2008            |                                                             |
| 211. | 16.11.2008 | 29:19 | Vereinigte Staaten | H | Mizuho-Rugbystadion, Nagoya               | End-of-year Internationals 2008     |                                                             |
| 212. | 22.11.2008 | 32:17 | Vereinigte Staaten | H | Prinz-Chichibu-Rugbystadion, Tokio        | End-of-year Internationals 2008     |                                                             |
| 213. | 25.04.2009 | 87:10 | Kasachstan         | H | Hanazono-Rugbystadion, Higashiōsaka       | Asian Five Nations 2009             |                                                             |
| 214. | 02.05.2009 | 59:6  | Hongkong           | A | Hong Kong Stadium, Hongkong               | Asian Five Nations 2009             |                                                             |
| 215. | 16.05.2009 | 80:9  | Südkorea           | H | Hanazono-Rugbystadion, Higashiōsaka       | Asian Five Nations 2009             |                                                             |
| 216. | 23.05.2009 | 45:15 | Singapur           | A | Yio Chu Kang Stadium, Singapur            | Asian Five Nations 2009             | 17. Asienmeistertitel                                       |
| 217. | 18.06.2009 | 15:34 | Samoa              | N | Lawaqa Park, Sigatoka                     | Pacific Nations Cup 2009            |                                                             |
| 218. | 27.06.2009 | 21:19 | Tonga              | N | Churchill Park, Lautoka                   | Pacific Nations Cup 2009            |                                                             |
| 219. | 05.07.2009 | 39:40 | Fidschi            | A | Apia Park, Apia                           | Pacific Nations Cup 2009            |                                                             |
| 220. | 15.11.2009 | 46:8  | Kanada             | H | Sendai-Stadion, Sendai                    | End-of-year Internationals 2009     |                                                             |
| 221. | 21.11.2009 | 27:6  | Kanada             | H | Prinz-Chichibu-Rugbystadion, Tokio        | End-of-year Internationals 2009     |                                                             |

### 2010–2019
| Nr.  | Datum      | Erg.   | Gegner                       |   | Austragungsort                               | Anlass                          | Bemerkung                                                                 |
| ---- | ---------- | ------ | ---------------------------- | - | -------------------------------------------- | ------------------------------- | ------------------------------------------------------------------------- |
| 222. | 01.04.2010 | 71:13  | Südkorea                     | A | Gyeongsang-Rugbystadion, Daegu               | Asian Five Nations 2010         |                                                                           |
| 223. | 08.05.2010 | 60:5   | Arabien                      | H | Prinz-Chichibu-Rugbystadion, Tokio           | Asian Five Nations 2010         |                                                                           |
| 224. | 15.05.2010 | 101:7  | Kasachstan                   | H | Prinz-Chichibu-Rugbystadion, Tokio           | Asian Five Nations 2010         |                                                                           |
| 225. | 22.05.2010 | 94:5   | Hongkong                     | H | Prinz-Chichibu-Rugbystadion, Tokio           | Asian Five Nations 2010         | 18. Asienmeistertitel                                                     |
| 226. | 12.06.2010 | 8:22   | Fidschi                      | A | Churchill Park, Lautoka                      | Pacific Nations Cup 2010        |                                                                           |
| 227. | 19.06.2010 | 31:23  | Samoa                        | A | Apia Park, Apia                              | Pacific Nations Cup 2010        |                                                                           |
| 228. | 26.06.2010 | 26:23  | Tonga                        | N | Apia Park, Apia                              | Pacific Nations Cup 2010        |                                                                           |
| 229. | 15.11.2010 | 10:13  | Samoa                        | H | Prinz-Chichibu-Rugbystadion, Tokio           | End-of-year Internationals 2010 |                                                                           |
| 230. | 21.11.2010 | 75:3   | Russland                     | H | Prinz-Chichibu-Rugbystadion, Tokio           | End-of-year Internationals 2010 |                                                                           |
| 231. | 30.04.2011 | 45:22  | Hongkong                     | A | Hong Kong Stadium, Hongkong                  | Asian Five Nations 2011         |                                                                           |
| 232. | 07.05.2011 | 61:0   | Kasachstan                   | N | Chulalongkorn-Universität, Bangkok           | Asian Five Nations 2011         |                                                                           |
| 233. | 13.05.2011 | 111:0  | Vereinigte Arabische Emirate | A | The Sevens Stadium, Dubai                    | Asian Five Nations 2011         | erstes Test Match gegen die VAE erster Sieg gegen die VAE                 |
| 234. | 21.05.2011 | 90:13  | Singapur                     | A | Longdon Place, Colombo                       | Asian Five Nations 2011         | 19. Asienmeistertitel                                                     |
| 235. | 02.07.2011 | 15:34  | Samoa                        | H | Prinz-Chichibu-Rugbystadion, Tokio           | Pacific Nations Cup 2011        |                                                                           |
| 236. | 09.07.2011 | 28:27  | Tonga                        | A | National Stadium, Suva                       | Pacific Nations Cup 2011        |                                                                           |
| 237. | 13.07.2011 | 24:13  | Fidschi                      | A | Churchill Park, Lautoka                      | Pacific Nations Cup 2011        | Turniersieg                                                               |
| 238. | 13.08.2011 | 24:31  | Italien                      | A | Stadio Dino Manuzzi, Cesena                  | WM-Vorbereitungsspiel           |                                                                           |
| 239. | 21.08.2011 | 20:14  | Vereinigte Staaten           | H | Prinz-Chichibu-Rugbystadion, Tokio           | WM-Vorbereitungsspiel           |                                                                           |
| 240. | 10.09.2011 | 21:47  | Frankreich                   | N | North Harbour Stadium, Albany                | Weltmeisterschaft 2011          |                                                                           |
| 241. | 16.09.2011 | 7:83   | Neuseeland                   | A | Waikato Stadium, Hamilton                    | Weltmeisterschaft 2011          |                                                                           |
| 242. | 21.09.2011 | 18:31  | Tonga                        | N | Okara Park, Whangārei                        | Weltmeisterschaft 2011          |                                                                           |
| 243. | 27.09.2011 | 23:23  | Kanada                       | N | McLean Park, Napier                          | Weltmeisterschaft 2011          |                                                                           |
| 244. | 28.04.2012 | 87:0   | Kasachstan                   | A | Zentralstadion, Almaty                       | Asian Five Nations 2012         |                                                                           |
| 245. | 05.05.2012 | 106:3  | Vereinigte Arabische Emirate | H | Level-5 Stadium, Fukuoka                     | Asian Five Nations 2012         |                                                                           |
| 246. | 12.05.2012 | 52:8   | Südkorea                     | A | Seongnam-Stadion, Seoul                      | Asian Five Nations 2012         |                                                                           |
| 247. | 19.05.2012 | 67:0   | Hongkong                     | H | Prinz-Chichibu-Rugbystadion, Tokio           | Asian Five Nations 2012         | 20. Asienmeistertitel                                                     |
| 248. | 05.06.2012 | 19:25  | Fidschi                      | H | Mizuho-Rugbystadion, Nagoya                  | Pacific Nations Cup 2012        |                                                                           |
| 249. | 10.06.2012 | 20:24  | Tonga                        | H | Prinz-Chichibu-Rugbystadion, Tokio           | Pacific Nations Cup 2012        |                                                                           |
| 250. | 17.06.2012 | 26:27  | Samoa                        | H | Prinz-Chichibu-Rugbystadion, Tokio           | Pacific Nations Cup 2012        |                                                                           |
| 251. | 10.11.2012 | 34:23  | Rumänien                     | A | Stadionul Arcul de Triumf, Bukarest          | End-of-year Internationals 2012 |                                                                           |
| 252. | 17.11.2012 | 25:22  | Georgien                     | A | Micheil-Meschi-Stadion, Tiflis               | End-of-year Internationals 2012 |                                                                           |
| 253. | 20.04.2013 | 121:0  | Philippinen                  | H | Level-5 Stadium, Fukuoka                     | Asian Five Nations 2013         | erstes Test Match gegen die Philippinen erster Sieg gegen die Philippinen |
| 254. | 27.04.2013 | 38:0   | Hongkong                     | A | Hong Kong Stadium, Hongkong                  | Asian Five Nations 2013         |                                                                           |
| 255. | 04.05.2013 | 64:5   | Südkorea                     | H | Prinz-Chichibu-Rugbystadion, Tokio           | Asian Five Nations 2013         |                                                                           |
| 256. | 10.05.2013 | 93:3   | Vereinigte Arabische Emirate | A | The Sevens Stadium, Dubai                    | Asian Five Nations 2013         | 21. Asienmeistertitel                                                     |
| 257. | 25.05.2013 | 17:27  | Tonga                        | H | Mitsuzawa-Stadion, Yokohama                  | Pacific Nations Cup 2013        |                                                                           |
| 258. | 01.06.2013 | 8:22   | Fidschi                      | A | Churchill Park, Lautoka                      | Pacific Nations Cup 2013        |                                                                           |
| 259. | 08.06.2013 | 18:22  | Wales                        | H | Hanazono-Rugbystadion, Higashiōsaka          | Mid-year Internationals 2013    |                                                                           |
| 260. | 15.06.2013 | 23:8   | Wales                        | H | Prinz-Chichibu-Rugbystadion, Tokio           | Mid-year Internationals 2013    | erster Sieg gegen Wales                                                   |
| 261. | 19.06.2013 | 16:13  | Kanada                       | H | Mizuho-Rugbystadion, Nagoya                  | Pacific Nations Cup 2013        |                                                                           |
| 262. | 23.06.2013 | 38:20  | Vereinigte Staaten           | H | Prinz-Chichibu-Rugbystadion, Tokio           | Pacific Nations Cup 2013        |                                                                           |
| 263. | 02.11.2013 | 6:54   | Neuseeland                   | H | Prinz-Chichibu-Rugbystadion, Tokio           | End-of-year Internationals 2013 |                                                                           |
| 264. | 09.11.2013 | 17:42  | Schottland                   | A | Murrayfield Stadium, Edinburgh               | End-of-year Internationals 2013 |                                                                           |
| 265. | 15.11.2013 | 40:13  | Russland                     | N | Eirias Stadium, Colwyn Bay                   | End-of-year Internationals 2013 |                                                                           |
| 266. | 23.11.2013 | 40:7   | Spanien                      | A | Estadio Nacional Complutense, Madrid         | End-of-year Internationals 2013 |                                                                           |
| 267. | 03.05.2014 | 99:10  | Philippinen                  | A | Eagles Nest Stadium, Manila                  | Asian Five Nations 2014         |                                                                           |
| 268. | 10.05.2014 | 132:10 | Sri Lanka                    | H | Mizuho-Rugbystadion, Nagoya                  | Asian Five Nations 2014         |                                                                           |
| 269. | 17.05.2014 | 62:5   | Südkorea                     | A | Incheon-Munhak-Stadion, Incheon              | Asian Five Nations 2014         |                                                                           |
| 270. | 25.05.2014 | 49:8   | Hongkong                     | H | Nationalstadion, Tokio                       | Asian Five Nations 2014         | 22. Asienmeistertitel                                                     |
| 271. | 30.05.2014 | 33:14  | Samoa                        | H | Prinz-Chichibu-Rugbystadion, Tokio           | Mid-year Internationals 2014    |                                                                           |
| 272. | 07.06.2014 | 34:25  | Kanada                       | A | Swangard Stadium, Burnaby                    | Pacific Nations Cup 2014        |                                                                           |
| 273. | 14.06.2014 | 37:29  | Vereinigte Staaten           | A | Home Depot Center, Carson                    | Pacific Nations Cup 2014        | Turniersieg                                                               |
| 274. | 21.06.2014 | 26:23  | Italien                      | H | Prinz-Chichibu-Rugbystadion, Tokio           | Mid-year Internationals 2014    | erster Sieg gegen Italien                                                 |
| 275. | 15.11.2014 | 18:13  | Rumänien                     | A | Stadionul Arc de Triumf, Bukarest            | End-of-year Internationals 2014 |                                                                           |
| 276. | 09.11.2014 | 24:35  | Georgien                     | A | Micheil-Meschi-Stadion, Tiflis               | End-of-year Internationals 2014 |                                                                           |
| 277. | 18.04.2015 | 56:30  | Südkorea                     | A | Namdong-Rugby-Stadion, Incheon               | Rugby-Asienmeisterschaft 2015   |                                                                           |
| 278. | 02.05.2015 | 41:0   | Hongkong                     | H | Prinz-Chichibu-Rugbystadion, Tokio           | Asienmeisterschaft 2015         |                                                                           |
| 279. | 09.05.2015 | 66:10  | Südkorea                     | H | Level-5 Stadium, Fukuoka                     | Asienmeisterschaft 2015         |                                                                           |
| 280. | 23.05.2015 | 0:0    | Hongkong                     | A | Aberdeen Sports Ground, Hongkong             | Asienmeisterschaft 2015         | 23. Asienmeistertitel                                                     |
| 281. | 18.07.2015 | 20:6   | Kanada                       | N | Avaya Stadium, San José                      | Pacific Nations Cup 2015        |                                                                           |
| 282. | 24.07.2015 | 18:23  | Vereinigte Staaten           | A | Bonney Field, Sacramento                     | Pacific Nations Cup 2015        |                                                                           |
| 283. | 29.07.2015 | 22:27  | Fidschi                      | N | BMO Field, Toronto                           | Pacific Nations Cup 2015        |                                                                           |
| 284. | 24.07.2015 | 20:31  | Tonga                        | N | Swangard Stadium, Burnaby                    | Pacific Nations Cup 2015        |                                                                           |
| 285. | 22.08.2015 | 30:8   | Uruguay                      | H | Level-5 Stadium, Fukuoka                     | WM-Vorbereitungsspiel           | erster Sieg gegen Uruguay                                                 |
| 286. | 29.08.2015 | 40:0   | Uruguay                      | H | Prinz-Chichibu-Rugbystadion, Tokio           | WM-Vorbereitungsspiel           |                                                                           |
| 287. | 05.09.2015 | 13:10  | Georgien                     | N | Kingsholm Stadium, Gloucester                | WM-Vorbereitungsspiel           |                                                                           |
| 288. | 19.09.2015 | 34:32  | Südafrika                    | N | Falmer Stadium, Brighton                     | Weltmeisterschaft 2015          | erstes Test Match gegen Südafrika erster Sieg gegen Südafrika             |
| 289. | 23.09.2015 | 10:45  | Schottland                   | N | Kingsholm Stadium, Gloucester                | Weltmeisterschaft 2015          |                                                                           |
| 290. | 03.10.2015 | 26:5   | Samoa                        | N | Stadium MK, Milton Keynes                    | Weltmeisterschaft 2015          |                                                                           |
| 291. | 11.10.2015 | 28:18  | Vereinigte Staaten           | N | Kingsholm Stadium, Gloucester                | Weltmeisterschaft 2015          |                                                                           |
| 292. | 30.04.2016 | 85:0   | Südkorea                     | H | Mitsuzawa-Stadion, Yokohama                  | Asienmeisterschaft 2016         |                                                                           |
| 293. | 07.05.2016 | 38:3   | Hongkong                     | A | Hong Kong Stadium, Hongkong                  | Asienmeisterschaft 2016         |                                                                           |
| 294. | 21.05.2016 | 60:3   | Südkorea                     | A | Namdong-Rugby-Stadion, Incheon               | Asienmeisterschaft 2016         |                                                                           |
| 295. | 28.05.2016 | 59:17  | Hongkong                     | H | Prinz-Chichibu-Rugbystadion, Tokio           | Asienmeisterschaft 2016         | 24. Asienmeistertitel                                                     |
| 296. | 11.06.2016 | 26:22  | Kanada                       | A | BC Place Stadium, Vancouver                  | Mid-year Internationals 2016    |                                                                           |
| 297. | 18.06.2016 | 13:26  | Schottland                   | H | Toyota-Stadion, Toyota                       | Mid-year Internationals 2016    |                                                                           |
| 298. | 25.06.2016 | 16:21  | Samoa                        | H | Ajinomoto-Stadion, Chōfu                     | Mid-year Internationals 2016    |                                                                           |
| 299. | 05.11.2016 | 20:54  | Argentinien                  | H | Prinz-Chichibu-Rugbystadion, Tokio           | End-of-year Internationals 2016 |                                                                           |
| 300. | 12.11.2016 | 28:22  | Georgien                     | A | Micheil-Meschi-Stadion, Tiflis               | End-of-year Internationals 2016 |                                                                           |
| 301. | 19.11.2016 | 30:33  | Wales                        | A | Millennium Stadium, Cardiff                  | End-of-year Internationals 2016 |                                                                           |
| 302. | 26.11.2016 | 25:38  | Fidschi                      | N | Stade de la Rabine, Vannes                   | End-of-year Internationals 2016 |                                                                           |
| 303. | 22.04.2017 | 47:29  | Südkorea                     | A | Namdong-Rugby-Stadion, Incheon               | Asienmeisterschaft 2017         |                                                                           |
| 304. | 29.04.2017 | 80:10  | Südkorea                     | H | Prinz-Chichibu-Rugbystadion, Tokio           | Asienmeisterschaft 2017         |                                                                           |
| 305. | 06.05.2017 | 29:17  | Hongkong                     | H | Prinz-Chichibu-Rugbystadion, Tokio           | Asienmeisterschaft 2017         |                                                                           |
| 306. | 13.05.2017 | 16:0   | Hongkong                     | A | Hong Kong Stadium, Hongkong                  | Asienmeisterschaft 2017         | 25. Asienmeistertitel                                                     |
| 307. | 10.06.2017 | 33:21  | Rumänien                     | H | Egao Kenkō Stadium, Kumamoto                 | Mid-year Internationals 2017    |                                                                           |
| 308. | 17.06.2017 | 22:50  | Irland                       | H | Shizuoka-Ecopa-Stadion, Fukuroi              | Mid-year Internationals 2017    |                                                                           |
| 309. | 24.06.2017 | 13:35  | Irland                       | H | Ajinomoto-Stadion, Chōfu                     | Mid-year Internationals 2017    |                                                                           |
| 310. | 04.11.2017 | 30:63  | Australien                   | H | Nissan-Stadion, Yokohama                     | End-of-year Internationals 2017 |                                                                           |
| 311. | 18.11.2017 | 39:6   | Tonga                        | N | Stade Ernest-Wallon, Toulouse                | End-of-year Internationals 2017 |                                                                           |
| 312. | 25.11.2017 | 23:23  | Frankreich                   | N | U Arena, Nanterre                            | End-of-year Internationals 2017 |                                                                           |
| 313. | 09.06.2018 | 34:17  | Italien                      | H | Shōwa Denko Dome, Ōita                       | Mid-year Internationals 2018    |                                                                           |
| 314. | 16.06.2018 | 22:25  | Italien                      | H | Noevir-Stadion, Kōbe                         | Mid-year Internationals 2018    |                                                                           |
| 315. | 23.06.2018 | 28:0   | Georgien                     | H | Toyota-Stadion, Toyota                       | Mid-year Internationals 2018    |                                                                           |
| 316. | 03.11.2018 | 31:69  | Neuseeland                   | H | Ajinomoto-Stadion, Chōfu                     | End-of-year Internationals 2018 |                                                                           |
| 317. | 17.11.2018 | 15:35  | England                      | A | Twickenham Stadium, London                   | End-of-year Internationals 2018 |                                                                           |
| 318. | 24.11.2018 | 32:27  | Russland                     | N | Kingsholm Stadium, Gloucester                | End-of-year Internationals 2018 |                                                                           |
| 319. | 27.07.2019 | 34:21  | Fidschi                      | H | Kamaishi Recovery Memorial Stadium, Kamaishi | Pacific Nations Cup 2019        |                                                                           |
| 320. | 03.08.2019 | 41:7   | Tonga                        | H | Hanazono-Rugbystadion, Higashiōsaka          | Pacific Nations Cup 2019        |                                                                           |
| 321. | 10.08.2019 | 34:20  | Vereinigte Staaten           | N | National Stadium, Suva                       | Pacific Nations Cup 2019        | Turniersieg                                                               |
| 322. | 06.09.2019 | 7:41   | Südafrika                    | H | Kumagaya-Rugbystadion, Kumagaya              | WM-Vorbereitungsspiel           |                                                                           |
| 323. | 20.09.2019 | 30:10  | Russland                     | H | Ajinomoto-Stadion, Chōfu                     | Weltmeisterschaft 2019          |                                                                           |
| 324. | 28.09.2019 | 19:12  | Irland                       | H | Shizuoka-Ecopa-Stadion, Fukuroi              | Weltmeisterschaft 2019          | erster Sieg gegen Irland                                                  |
| 325. | 05.10.2019 | 38:19  | Samoa                        | H | Toyota-Stadion, Toyota                       | Weltmeisterschaft 2019          |                                                                           |
| 326. | 13.10.2019 | 28:21  | Schottland                   | H | Nissan-Stadion, Yokohama                     | Weltmeisterschaft 2019          | erster Sieg gegen Schottland                                              |
| 327. | 20.10.2019 | 3:26   | Südafrika                    | H | Ajinomoto-Stadion, Chōfu                     | Weltmeisterschaft 2019          |                                                                           |

### 2020–2029
| Nr.  | Datum      | Erg.  | Gegner             |   | Austragungsort                      | Anlass                          | Bemerkung                                                   |
| ---- | ---------- | ----- | ------------------ | - | ----------------------------------- | ------------------------------- | ----------------------------------------------------------- |
| 328. | 03.07.2021 | 31:39 | Irland             | A | Aviva Stadium, Dublin               | Mid-year Internationals 2021    |                                                             |
| 329. | 23.10.2021 | 23:32 | Australien         | H | Shōwa Denko Dome, Ōita              | End-of-year Internationals 2021 |                                                             |
| 330. | 06.11.2021 | 5:60  | Irland             | A | Aviva Stadium, Dublin               | End-of-year Internationals 2021 |                                                             |
| 331. | 13.11.2021 | 38:25 | Portugal           | A | Estádio Cidade de Coimbra, Coimbra  | End-of-year Internationals 2021 | erstes Test Match gegen Portugal erster Sieg gegen Portugal |
| 332. | 20.11.2021 | 20:29 | Schottland         | A | Murrayfield Stadium, Edinburgh      | End-of-year Internationals 2021 |                                                             |
| 333. | 18.06.2022 | 34:15 | Uruguay            | H | Prinz-Chichibu-Rugbystadion, Tokio  | Mid-year Internationals 2022    |                                                             |
| 334. | 25.06.2022 | 43:7  | Uruguay            | H | Mikuni World Stadium, Kitakyūshū    | Mid-year Internationals 2022    |                                                             |
| 335. | 02.07.2022 | 23:42 | Frankreich         | H | Toyota-Stadion, Toyota              | Mid-year Internationals 2022    |                                                             |
| 336. | 09.07.2022 | 15:20 | Frankreich         | H | Nationalstadion, Tokio              | Mid-year Internationals 2022    |                                                             |
| 337. | 29.10.2022 | 31:38 | Neuseeland         | H | Nationalstadion, Tokio              | End-of-year Internationals 2022 |                                                             |
| 338. | 12.11.2022 | 13:52 | England            | A | Twickenham Stadium, London          | End-of-year Internationals 2022 |                                                             |
| 339. | 20.11.2022 | 17:35 | Frankreich         | A | Stadium Municipal, Toulouse         | End-of-year Internationals 2022 |                                                             |
| 340. | 22.07.2023 | 22:24 | Samoa              | H | Sapporo Dome, Sapporo               | Pacific Nations Cup 2023        |                                                             |
| 341. | 29.07.2023 | 21:15 | Tonga              | H | Hanazono-Rugbystadion, Higashiōsaka | Pacific Nations Cup 2023        |                                                             |
| 342. | 05.08.2023 | 12:35 | Fidschi            | H | Prinz-Chichibu-Rugbystadion, Tokio  | Pacific Nations Cup 2023        |                                                             |
| 343. | 26.08.2023 | 21:42 | Italien            | A | Stadio Comunale di Monigo, Treviso  | WM-Vorbereitungsspiel           |                                                             |
| 344. | 10.09.2023 | 42:12 | Chile              | N | Stadium Municipal, Toulouse         | Weltmeisterschaft 2023          |                                                             |
| 345. | 17.09.2023 | 12:34 | England            | N | Stade de Nice, Nizza                | Weltmeisterschaft 2023          |                                                             |
| 346. | 28.09.2023 | 28:22 | Samoa              | N | Stadium Municipal, Toulouse         | Weltmeisterschaft 2023          |                                                             |
| 347. | 08.10.2023 | 27:39 | Argentinien        | N | Stade de la Beaujoire, Nantes       | Weltmeisterschaft 2023          |                                                             |
| 348. | 22.06.2024 | 17:52 | England            | H | Nationalstadion, Tokio              | Mid-year Internationals 2024    |                                                             |
| 349. | 13.07.2024 | 23:25 | Georgien           | H | Sendai-Stadion, Sendai              | Mid-year Internationals 2024    |                                                             |
| 350. | 21.07.2024 | 14:42 | Italien            | H | Sapporo Dome, Sapporo               | Mid-year Internationals 2024    |                                                             |
| 351. | 25.08.2024 | 55:28 | Kanada             | A | BC Place Stadium, Vancouver         | Pacific Nations Cup 2024        |                                                             |
| 352. | 07.09.2024 | 41:24 | Vereinigte Staaten | H | Kumagaya-Rugbystadion, Kumagaya     | Pacific Nations Cup 2024        |                                                             |
| 353. | 15.09.2024 | 49:27 | Samoa              | H | Prinz-Chichibu-Rugbystadion, Tokio  | Pacific Nations Cup 2024        |                                                             |
| 354. | 21.09.2024 | 17:41 | Fidschi            | H | Hanazono-Rugbystadion, Higashiōsaka | Pacific Nations Cup 2024        |                                                             |
| 355. | 26.10.2024 | 19:64 | Neuseeland         | H | Nissan-Stadion, Yokohama            | End-of-year Internationals 2024 |                                                             |
| 356. | 09.11.2024 | 12:52 | Frankreich         | A | Stade de France, Saint-Denis        | End-of-year Internationals 2024 |                                                             |
| 357. | 16.11.2024 | 36:20 | Uruguay            | N | Chambéry Savoie Stadium, Chambéry   | End-of-year Internationals 2024 |                                                             |
| 358. | 24.11.2024 | 14:59 | England            | A | Twickenham Stadium, London          | End-of-year Internationals 2024 |                                                             |
| 359. | 05.07.2025 | 24:19 | Wales              | H | Mikuni World Stadium, Kitakyūshū    | Mid-year Internationals 2025    |                                                             |
| 360. | 12.07.2025 | 22:31 | Wales              | H | Noevir Stadium, Kōbe                | Mid-year Internationals 2025    |                                                             |
| 361. | 30.08.2025 |       | Kanada             | H | Sendai-Stadion, Sendai              | Pacific Nations Cup 2025        |                                                             |
| 362. | 05.09.2025 |       | Vereinigte Staaten | A | Heart Health Park, Sacramento       | Pacific Nations Cup 2025        |                                                             |
| 363. | 08.11.2025 |       | Irland             | A | Aviva Stadium, Dublin               | End-of-year Internationals 2025 |                                                             |
| 364. | 15.11.2025 |       | Wales              | A | Millennium Stadium, Cardiff         | End-of-year Internationals 2025 |                                                             |
| 365. | 22.11.2025 |       | Georgien           | A |                                     | End-of-year Internationals 2025 |                                                             |

## Länderspiele ohne Test-Match-Status
Zahlreiche Begegnungen der Nationalmannschaft erhielten nicht den offiziellen Status als Test Match. In den ersten Jahrzehnten handelte es sich dabei überwiegend um Spiele britischer, australischer und neuseeländischer Universitätsauswahlteams. Ab den 1970er Jahren kamen auch Spiele gegen traditionelle Rugby-Nationalteams hinzu.
| Nr. | Datum      | Erg.  | Gegner                            |   | Austragungsort                      | Anlass                          |
| --- | ---------- | ----- | --------------------------------- | - | ----------------------------------- | ------------------------------- |
| 01. | 24.09.1930 | 3:3   | British Columbia                  | A | Brockton Oval, Vancouver            | Tour Match                      |
| 02. | 11.02.1934 | 8:18  | Australian Universities           | H | Hanazono-Rugbystadion, Higashiōsaka | Freundschaftsspiel              |
| 03. | 18.02.1934 | 14:9  | Australian Universities           | H | Meiji-jingū Yakyūjō, Tokio          | Freundschaftsspiel              |
| 04. | 09.02.1936 | 8:16  | New Zealand Universities          | H | Meiji-jingū Yakyūjō, Tokio          | Freundschaftsspiel              |
| 05. | 16.02.1936 | 9:9   | New Zealand Universities          | H | Hanazono-Rugbystadion, Higashiōsaka | Freundschaftsspiel              |
| 06. | 01.10.1952 | 0:35  | Oxford University                 | H | Hanazono-Rugbystadion, Higashiōsaka | Freundschaftsspiel              |
| 07. | 05.10.1952 | 0:52  | Oxford University                 | H | Prinz-Chichibu-Rugbystadion, Tokio  | Freundschaftsspiel              |
| 08. | 27.09.1953 | 11:34 | Cambridge University              | H | Hanazono-Rugbystadion, Higashiōsaka | Freundschaftsspiel              |
| 09. | 04.10.1953 | 6:35  | Cambridge University              | H | Prinz-Chichibu-Rugbystadion, Tokio  | Freundschaftsspiel              |
| 10. | 04.03.1956 | 14:16 | Australian Universities           | H | Heiwadai-Stadion, Fukuoka           | Freundschaftsspiel              |
| 11. | 21.03.1956 | 8:19  | Australian Universities           | H | Prinz-Chichibu-Rugbystadion, Tokio  | Freundschaftsspiel              |
| 12. | 25.03.1956 | 6:19  | Australian Universities           | H | Hanazono-Rugbystadion, Higashiōsaka | Freundschaftsspiel              |
| 13. | 02.03.1958 | 3:34  | Junior All Blacks                 | H | Heiwadai-Stadion, Fukuoka           | Freundschaftsspiel              |
| 14. | 09.03.1958 | 6:32  | Junior All Blacks                 | H | Hanazono-Rugbystadion, Higashiōsaka | Freundschaftsspiel              |
| 15. | 23.03.1958 | 3:56  | Junior All Blacks                 | H | Prinz-Chichibu-Rugbystadion, Tokio  | Freundschaftsspiel              |
| 16. | 15.03.1959 | 17:21 | British Columbia                  | H | Hanazono-Rugbystadion, Higashiōsaka | Freundschaftsspiel              |
| 17. | 22.03.1959 | 11:11 | British Columbia                  | H | Prinz-Chichibu-Rugbystadion, Tokio  | Freundschaftsspiel              |
| 18. | 27.09.1959 | 6:54  | Cambridge and Oxford Universities | H | Hanazono-Rugbystadion, Higashiōsaka | Freundschaftsspiel              |
| 19. | 04.10.1959 | 14:44 | Cambridge and Oxford Universities | H | Prinz-Chichibu-Rugbystadion, Tokio  | Freundschaftsspiel              |
| 20. | 13.04.1963 | 33:6  | British Columbia                  | A | Brockton Oval, Vancouver            | Tour Match                      |
| 21. | 12.03.1967 | 3:19  | New Zealand Universities          | H | Hanazono-Rugbystadion, Higashiōsaka | Freundschaftsspiel              |
| 22. | 21.03.1967 | 8:55  | New Zealand Universities          | H | Prinz-Chichibu-Rugbystadion, Tokio  | Freundschaftsspiel              |
| 23. | 03.06.1968 | 23:19 | Junior All Blacks                 | A | Athletic Park, Wellington           | Tour Match                      |
| 24. | 08.06.1968 | 16:25 | New Zealand Universities          | A | Athletic Park, Wellington           | Tour Match                      |
| 25. | 15.03.1970 | 14:28 | New Zealand Universities          | H | Hanazono-Rugbystadion, Higashiōsaka | Freundschaftsspiel              |
| 26. | 22.03.1970 | 32:3  | British Columbia                  | H | Prinz-Chichibu-Rugbystadion, Tokio  | Freundschaftsspiel              |
| 27. | 29.03.1970 | 14:46 | New Zealand Universities          | H | Prinz-Chichibu-Rugbystadion, Tokio  | Freundschaftsspiel              |
| 28. | 24.09.1971 | 19:27 | England                           | H | Hanazono-Rugbystadion, Higashiōsaka | Tour Match                      |
| 29. | 28.09.1971 | 3:6   | England                           | H | Prinz-Chichibu-Rugbystadion, Tokio  | Tour Match                      |
| 30. | 02.04.1972 | 24:22 | Emerging Wallabies                | H | Hanazono-Rugbystadion, Higashiōsaka | Freundschaftsspiel              |
| 31. | 08.04.1972 | 17:17 | Emerging Wallabies                | H | Prinz-Chichibu-Rugbystadion, Tokio  | Freundschaftsspiel              |
| 32. | 06.10.1973 | 14:62 | Wales                             | A | Cardiff Arms Park, Cardiff          | Tour Match                      |
| 33. | 13.10.1973 | 10:19 | England U23                       | A | Twickenham Stadium, London          | Tour Match                      |
| 34. | 12.05.1974 | 31:40 | New Zealand Universities          | A | Carisbrook, Dunedin                 | Tour Match                      |
| 35. | 26.05.1974 | 31:55 | Junior All Blacks                 | A | Eden Park, Auckland                 | Tour Match                      |
| 36. | 30.03.1975 | 16:13 | Cambridge University              | H | Nationalstadion, Tokio              | Freundschaftsspiel              |
| 37. | 21.09.1975 | 12:56 | Wales                             | H | Hanazono-Rugbystadion, Higashiōsaka | Tour Match                      |
| 38. | 24.09.1975 | 6:82  | Wales                             | H | Nationalstadion, Tokio              | Tour Match                      |
| 39. | 28.03.1976 | 6:45  | New Zealand Universities          | H | Nationalstadion, Tokio              | Freundschaftsspiel              |
| 40. | 12.05.1976 | 7:38  | British Columbia                  | A | Swangard Stadium, Burnaby           | Tour Match                      |
| 41. | 25.09.1976 | 9:34  | Schottland                        | A | Murrayfield Stadium, Edinburgh      | Tour Test                       |
| 42. | 16.10.1976 | 15:58 | England U23                       | A | Twickenham Stadium, London          | Tour Test                       |
| 43. | 27.05.1977 | 16:20 | Oxford University                 | H | Nationalstadion, Tokio              | Freundschaftsspiel              |
| 44. | 18.09.1977 | 9:74  | Schottland                        | H | Nationalstadion, Tokio              | Tour Match                      |
| 45. | 05.03.1978 | 6:42  | Queensland Reds                   | H | Prinz-Chichibu-Rugbystadion, Tokio  | Freundschaftsspiel              |
| 46. | 23.09.1978 | 16:55 | Frankreich                        | H | Prinz-Chichibu-Rugbystadion, Tokio  | Tour Match                      |
| 47. | 11.04.1979 | 17:23 | Hongkong                          | A | Hong Kong Stadium, Hongkong         | Freundschaftsspiel              |
| 48. | 13.05.1979 | 19:21 | England                           | H | Hanazono-Rugbystadion, Higashiōsaka | Tour Match                      |
| 49. | 20.05.1979 | 18:38 | England                           | H | Nationalstadion, Tokio              | Tour Match                      |
| 50. | 24.09.1979 | 19:28 | Cambridge University              | H | Nationalstadion, Tokio              | Tour Match                      |
| 51. | 30.03.1980 | 25:25 | New Zealand Universities          | H | Nationalstadion, Tokio              | Freundschaftsspiel              |
| 52. | 19.10.1980 | 3:23  | Frankreich                        | A | Stadium Municipal, Toulouse         | Tour Match                      |
| 53. | 21.03.1981 | 10:9  | Australian Universities           | H | Prinz-Chichibu-Rugbystadion, Tokio  | Freundschaftsspiel              |
| 54. | 16.05.1982 | 20:35 | New Zealand Universities          | A | Athletic Park, Wellington           | Tour Match                      |
| 55. | 30.05.1982 | 6:22  | New Zealand Universities          | A | Growers Stadium, Pukekohe           | Tour Match                      |
| 56. | 19.09.1982 | 0:43  | England Students                  | H | Hanazono-Rugbystadion, Higashiōsaka | Freundschaftsspiel              |
| 57. | 26.09.1982 | 31:15 | New Zealand Universities          | H | Nationalstadion, Tokio              | Freundschaftsspiel              |
| 58. | 25.09.1983 | 10:15 | Oxford and Cambridge Universities | H | Nationalstadion, Tokio              | Freundschaftsspiel              |
| 59. | 22.10.1983 | 24:29 | Wales                             | A | Cardiff Arms Park, Cardiff          | Tour Match                      |
| 60. | 30.09.1984 | 0:52  | Frankreich                        | H | Hanazono-Rugbystadion, Higashiōsaka | Tour Match                      |
| 61. | 07.10.1984 | 12:40 | Frankreich                        | H | Nationalstadion, Tokio              | Tour Match                      |
| 62. | 26.05.1985 | 13:48 | Irland                            | H | Hanazono-Rugbystadion, Higashiōsaka | Tour Match                      |
| 63. | 02.06.1985 | 15:33 | Irland                            | H | Prinz-Chichibu-Rugbystadion, Tokio  | Tour Match                      |
| 64. | 19.10.1985 | 0:50  | Frankreich                        | A | Stade Maurice-Boyau, Dax            | Tour Match                      |
| 65. | 26.10.1985 | 0:52  | Frankreich                        | A | Stade Marcel-Saupin, Nantes         | Tour Match                      |
| 66. | 27.09.1986 | 18:33 | Schottland                        | A | Murrayfield Stadium, Edinburgh      | Tour Match                      |
| 67. | 11.10.1986 | 12:39 | England                           | A | Twickenham Stadium, London          | Tour Match                      |
| 68. | 03.10.1987 | 12:24 | Ireland Students                  | H | Nationalstadion, Tokio              | Freundschaftsspiel              |
| 69. | 25.10.1987 | 0:74  | Neuseeland                        | H | Hanazono-Rugbystadion, Higashiōsaka | Tour Match                      |
| 70. | 01.11.1987 | 4:106 | Neuseeland                        | H | Nationalstadion, Tokio              | Tour Match                      |
| 71. | 01.10.1988 | 12:23 | Oxford University                 | H | Prinz-Chichibu-Rugbystadion, Tokio  | Freundschaftsspiel              |
| 72. | 28.05.1989 | 28:24 | Schottland                        | H | Prinz-Chichibu-Rugbystadion, Tokio  | Tour Match                      |
| 73. | 05.06.2003 | 5:63  | Australia A                       | H | Nagai Stadium, Osaka                | Freundschaftsspiel              |
| 74. | 08.06.2003 | 15:66 | Australia A                       | H | Prinz-Chichibu-Rugbystadion, Tokio  | Freundschaftsspiel              |
| 75. | 03.07.2003 | 10:37 | England A                         | H | Ajinomoto-Stadion, Chōfu            | Freundschaftsspiel              |
| 76. | 06.07.2003 | 20:55 | England A                         | H | Nationalstadion, Tokio              | Freundschaftsspiel              |
| 77. | 24.06.2006 | 8:38  | Junior All Blacks                 | A | Carisbrook, Dunedin                 | Pacific 5 Nations 2006          |
| 78. | 10.08.2007 | 69:10 | Asian Barbarians                  | H | Prinz-Chichibu-Rugbystadion, Tokio  | WM-Vorbereitungsspiel           |
| 79. | 25.08.2007 | 15:13 | Portugal                          | N | Stadio Comunale, Mogliano Veneto    | WM-Vorbereitungsspiel           |
| 80. | 09.06.2007 | 10:71 | Australia A                       | N | Willows Sports Complex, Townsville  | Pacific Nations Cup 2007        |
| 81. | 24.06.2007 | 3:51  | Junior All Blacks                 | H | Prinz-Chichibu-Rugbystadion, Tokio  | Pacific Nations Cup 2007        |
| 82. | 08.06.2008 | 21:42 | Australia A                       | H | Level-5 Stadium, Fukuoka            | Pacific Nations Cup 2008        |
| 83. | 28.06.2008 | 22:65 | Junior All Blacks                 | A | McLean Park, Napier                 | Pacific Nations Cup 2008        |
| 84. | 23.06.2009 | 21:52 | Junior All Blacks                 | N | Churchill Park, Lautoka             | Pacific Nations Cup 2009        |
| 85. | 01.11.2014 | 21:61 | Māori All Blacks                  | H | Noevir-Stadion, Kōbe                | End-of-year Internationals 2014 |
| 86. | 08.11.2014 | 18:20 | Māori All Blacks                  | H | Prinz-Chichibu-Rugbystadion, Tokio  | End-of-year Internationals 2014 |
| 87. | 15.08.2015 | 20:45 | World XV                          | H | Prinz-Chichibu-Rugbystadion, Tokio  | WM-Vorbereitungsspiel           |
| 88. | 26.06.2021 | 10:28 | British and Irish Lions           | A | Murrayfield Stadium, Edinburgh      | Tour Match                      |

## Statistik
(Stand: 11. August 2025)

### Gegner bei Test Matches
| Land                         | Spiele | Gewonnen | Unent- schieden | Verloren | % Siege |
| ---------------------------- | ------ | -------- | --------------- | -------- | ------- |
| Arabien                      | 3      | 3        | 0               | 0        | 100,00  |
| Argentinien                  | 7      | 1        | 0               | 6        | 14,29   |
| Australien                   | 6      | 0        | 0               | 6        | 0,00    |
| Chile                        | 1      | 1        | 0               | 0        | 100,00  |
| Chinesisch Taipeh            | 17     | 17       | 0               | 0        | 100,00  |
| England                      | 6      | 0        | 0               | 6        | 0,00    |
| Fidschi                      | 20     | 4        | 0               | 16       | 20,00   |
| Frankreich                   | 8      | 0        | 1               | 7        | 0,00    |
| Georgien                     | 7      | 5        | 0               | 2        | 71,43   |
| Hongkong                     | 36     | 31       | 1               | 4        | 86,11   |
| Irland                       | 10     | 1        | 0               | 9        | 10,00   |
| Italien                      | 10     | 2        | 0               | 8        | 20,00   |
| Kanada                       | 26     | 16       | 2               | 8        | 61,54   |
| Kasachstan                   | 6      | 6        | 0               | 0        | 100,00  |
| Malaysia                     | 6      | 6        | 0               | 0        | 100,00  |
| Neuseeland                   | 6      | 0        | 0               | 6        | 0,00    |
| Niederlande                  | 1      | 0        | 0               | 1        | 0,00    |
| Philippinen                  | 2      | 2        | 0               | 0        | 100,00  |
| Portugal                     | 1      | 1        | 0               | 0        | 100,00  |
| Rumänien                     | 6      | 5        | 0               | 1        | 83,33   |
| Russland                     | 7      | 6        | 0               | 1        | 85,71   |
| Samoa                        | 20     | 7        | 0               | 13       | 35,00   |
| Schottland                   | 8      | 1        | 0               | 7        | 12,50   |
| Simbabwe                     | 1      | 1        | 0               | 0        | 100,00  |
| Singapur                     | 8      | 8        | 0               | 0        | 100,00  |
| Spanien                      | 3      | 3        | 0               | 0        | 100,00  |
| Sri Lanka                    | 10     | 10       | 0               | 0        | 100,00  |
| Südafrika                    | 3      | 1        | 0               | 2        | 33,33   |
| Südkorea                     | 41     | 33       | 1               | 7        | 80,49   |
| Thailand                     | 9      | 9        | 0               | 0        | 100,00  |
| Tonga                        | 19     | 10       | 0               | 9        | 52,63   |
| Uruguay                      | 6      | 5        | 0               | 1        | 83,33   |
| Wales                        | 12     | 2        | 0               | 10       | 16,67   |
| Vereinigte Arabische Emirate | 3      | 3        | 0               | 0        | 100,00  |
| Vereinigte Staaten           | 25     | 11       | 1               | 13       | 44,44   |
| Gesamt                       | 360    | 211      | 6               | 143      | 58,61   |

### Bilanz der Test Matches
|         | Spiele | Siege | Unent- schieden | Nieder- lagen |
| ------- | ------ | ----- | --------------- | ------------- |
| Heim    | 156    | 98    | 1               | 57            |
| Neutral | 99     | 67    | 3               | 29            |
| Gast    | 105    | 47    | 2               | 56            |
| Gesamt  | 360    | 211   | 6               | 143           |

### Spielstädte
| Stadt        | Spiele | Siege | Unent- schieden | Nieder- lagen | erstes Spiel | letztes Spiel |
| ------------ | ------ | ----- | --------------- | ------------- | ------------ | ------------- |
| Tokio        | 85     | 55    | 1               | 29            | 1932         | 2024          |
| Higashiōsaka | 15     | 10    | 0               | 5             | 1932         | 2024          |
| Fukuoka      | 8      | 8     | 0               | 0             | 1984         | 2015          |
| Chōfu        | 6      | 1     | 0               | 5             | 2001         | 2019          |
| Nagoya       | 5      | 3     | 0               | 2             | 1995         | 2014          |
| Toyota       | 4      | 2     | 0               | 2             | 2016         | 2022          |
| Sendai       | 4      | 2     | 0               | 2             | 2007         | 2024          |
| Yokohama     | 5      | 3     | 0               | 2             | 2013         | 2024          |
| Aomori       | 3      | 3     | 0               | 0             | 2000         | 2000          |
| Kumagaya     | 3      | 1     | 0               | 2             | 2002         | 2024          |
| Kitakyūshū   | 3      | 2     | 0               | 1             | 2006         | 2025          |
| Sapporo      | 3      | 1     | 0               | 2             | 1994         | 2024          |
| Fukuroi      | 2      | 1     | 0               | 1             | 2017         | 2019          |
| Kōbe         | 2      | 0     | 0               | 2             | 2018         | 2025          |
| Ōita         | 2      | 1     | 0               | 1             | 2018         | 2021          |
| Osaka        | 2      | 0     | 0               | 2             | 2005         | 2006          |
| Kamaishi     | 1      | 1     | 0               | 0             | 2019         | 2019          |
| Kumamoto     | 1      | 1     | 0               | 0             | 2017         | 2017          |
| Matsuyama    | 1      | 1     | 0               | 0             | 1994         | 1994          |
| Niigata      | 1      | 1     | 0               | 0             | 2008         | 2008          |